# Джонас Брадърс
 Тази статия е за групата Джонас Брадърс.  За албума вижте Jonas Brothers (албум).  
Джонас Брадърс (на английски: Jonas Brothers) е американска момчешка поп група. Оригиналният състав на групата включва тримата братя Кевин Джонас, Джо Джонас и Ник Джонас. Те са от Ню Джърси и стават популярни чрез детския канал Дисни. През лятото на 2008 участват в оригиналния филм на Дисни – Кемп Рок, а през 2010 и в продължението му, Кемп Рок 2: Последният концерт. Това е една от най-популярните тийнейджърски групи за първото десетилетие на 21 век.
Групата има издадени четири албума: It's About Time, Jonas Brothers, A Little Bit Longer и Lines, Vines and Trying Times. През 2008 г., на 51-те Награди Грами, е номинирана за „Най-добър млад изпълнител“, а на Американските музикални награди групата печели наградата за „Дебютиращ изпълнител“. През 2009 г. братята са избрани категорично и единодушно за най-лоши актьори на 2009 във филма-концерт Джонас Брадърс: 3D концертът на наградите „Златна малинка“ (контрапунктът на наградите „Оскар“), обявен и за един от най-лошите филми на годината.
След като през 2010 г. и 2011 г. груповите проекти са в застой за сметка на личните им странични дейности, братята се събират за създаването на нов, пети студиен албум през 2012 г. На 29 октомври 2013 г. той е отменен, когато групата обявява окончателното си разделяне. След шест годишна пауза на 1 март 2019 г. излиза сингълът Sucker.
Групата има над 17 милиона продадени албума по цял свят.

## История

### Солов албум на Ник Джонас (1999 – 2005)
Джонас Брадърс води началото си от поредица самостоятелни участия на Ник Джонас в представления на Бродуей. когато той е седем годишен. Той играе в няколко пиеси, включително „Коледна песен“ (през 2000 г. като Тим и малкия Скрудж), „Красавицата и звярът“ (през 2002 г. като Чип) и „Клетниците“ (през 2003 г. като Гаврош), а по-късно участва и в „Звукът на музиката“ (като Кърт) в театър „Пейпър Мил“.
Докато участва в „Красавицата и звярът“ през 2002 г. Ник пише песента „Joy to The World (А Christmas Prayer)" заедно с баща си и я изпълнява през същата година в ежегодния албум на Бродуей „Equity Fights AIDS – Brodway's Greatest Gifts: Carols For a Cure, Vol.4“, заедно с беквокали от „Красавицата и звярът“. През ноември 2003 г. INO Records получават демо версия на песента и я пускат по различни християнски радиостанции, където тя бързо става популярна. Докато Ник работи по своя солов проект, Джо следва стъпките му по Бродуей и участва в продукцията „Бохеми“. Според Ник това е и първата година, през която братята започват да пишат песни заедно.
През септември 2004 г. продуцент на Columbia Records (Кълъмбия Рекърдс) научава за песента на Ник и скоро най-малкият брат подписва с INO Records и Columbia Records. Издава и сингъла „Dear God“, последван от пускането на ново солово изпълнение на „Joy to the World (А Christmas Prayer)“ на 16 ноември. Първоначално се очаква през декември да излезе едноименният му албум Nicholas Jonas, за който Ник и братята му пишат няколко песни заедно, но пускането му е забавено, макар и по-късно да излиза в ограничен тираж.
В началото на 2005 новият президент на Кълъмбия Рекърдс Стийв Грийнберг прослушва записите на Ник и, макар и да не харесва самия албум, харесва гласа на Ник. След като се срещат с изпълнителя и чуват песента „Please Be Mine“, написана и изпълнена от тримата братя, Daylight/Columbia Records (Дейлайт/Кълъмбия Рекърдс) решават да подпишат договор с братята като трио.

### It's About Time(2005 – 2006)
Първоначално, след като подписват с Кълъмбия Рекърдс, братята имат намерението да се нарекат „Sons of Jonas“ (Синовете на Джонас), но по-късно се спират на „Jonas Brothers“ (Братята Джонас).
През 2005 г. групата ходи на няколко турнета и свири като подгряваща на различни певци, включително Кели Кларксън, Джеси Маккартни, Бекстрийт Бойс и Клик Файв. Втората половина от годината прекарват на турне срещу употребата на наркотици, заедно с Aly&AJ и Чита Гърлс, а в началото на 2006 г. подгряват на Вероникас.
За албума It's About Time, братята си сътрудничат с няколко текстописци, включително Адам Шлезингър (Fountains of Wayne), Майкъл Мангини (Джос Стоун), Дезмънд Чайлд (Аеросмит, Бон Джоуви), Били Ман (Дестинис Чайлд, Джесика Симпсън) и Стийв Грийнберг. Пускането му е планирано за февруари 2006, но е забавено заради смени в ръководството на Сони (ръководната компания на Кълъмбия Рекърдс) и желанието на изпълнителните органи за друг водещ сингъл на записа. В допълнение братята правят кавър на две хитови песни на британската група Бъстед – Year 3000 и What I Go To School For, които включват в дебютния си албум..
Първият сингъл на групата, „Mandy“, част от It's About Time, излиза на 27 декември 2005 г. и видеоклипът към него достига четвърто място в предаването на ЕмТиВи Total Request Live. Вторият сингъл, Year 3000, става популярен по Радио Дисни, а видеоклипът е излъчен по Канал Дисни през януари 2007 г. Няколко други песни от албума са използвани във филми, братята правят кавър на песента от Карибски пирати „Yo Ho (A Pirate's Life For Me)“ за DisneyMania 4, а през лятото на 2006 г. отново са на турне с Aly&AJ. По същото време братята работят и по основната песен (саундтрак) за втория сезон на Американски дракон: Джейк Лонг, излъчван по Канал Дисни от юни 2006 г. до септември 2007 г.
It's About Time излиза официално на 8 август 2006 г., но според мениджъра на групата е бил в ограничени количества (50 000) и затова сега може да се намери само в сайтове като иБей за около 200 – 300 щатски долара. Същата година Сони заявява намеренията си да прекъсне договора си за продуциране на Джонас Брадърс и триото започва да търси нова звукозаписна компания.
На 3 октомври 2006 г. сингълът на Ник „Joy To The World (A Christmas Prayer)“ е преиздаден в Joy To The World: The Ultimate Christmas Collection. Също през октомври, групата записва кавър на песента „Poor Unfortunate Souls“ от „Малката русалка“, която върви заедно с видеоклип, записан на специалното издание на The Little Mermaid: Soundtrack (саундтракове на филма).
Моментът групата да развали договора си с Кълъмбия Рекърдс окончателно идва в началото на 2007 г.

### Jonas Brothers(2007 – 2008)
След като прекарват известно време без продуцент, Джонас Брадърс подписват с Hollywood Records (Холивуд Рекърдс) през февруари 2007 г. По същото време започват да се появяват и в реклами за Baby Bottle Pops, изпълнявайки мелодията. На 24 март две различни песни от два различни албума правят дебюта си – „Kids of the Future“ към албума-саундтрак на Семейство Робинсън и „I Wanna Be Like You“ от DisneyMania 5. На 9 май 2007 г., по време на ежегодното Великденско търкаляне на яйца, братята правят дебютното си изпълнение в Белия дом с изпълнението си на националния химн. Връщат се и на 27 юни същата година, когато отново пеят националния химн и след мероприятието правят изложба на хитовете си на рецепцията.
Едноименният албум на групата излиза на 7 август 2007 г. и достига пето място в класацията Billboard Hot 200 през първата седмица след пускането си. Два сингъла от албума – „Hold On“ и „S.O.S“, излизат заедно с клиповете си съответно две седмици по-рано и четири дни по-рано. На 18 ноември 2007 г. братята участват в Американските музикални награди, където изпълняват песента „S.O.S.“, а на 22 ноември се появяват и в 81-вия ежегоден „Парад на Мейси за Деня на благодарността“. Като последно изпълнение за 2007, братята пеят „Hold On“ и „S.O.S“ в „Жестоката новогодишна вечер на Дик Кларк“.
През август братята имат и няколко появи по телевизията. На 17 август участват като гости в епизода Аз и г-н Джонас, и г-н Джонас, и г-н Джонас на продукцията на Disney Channel Хана Монтана, излъчен след премиерата на Училищен мюзикъл 2 и гледан от над 10.7 милиона души в САЩ. В него изпълняват песента We Got The Party заедно с Майли Сайръс в ролята на Хана Монтана. На 24 август тримата изпълняват две песни за конкурса Мис Тийн САЩ, а на следващия ден участват със свое изпълнение на закриването на Игрите на Канал Дисни. На 26 август представят награда на Teen Choice Awards заедно с Майли Сайръс.
Турнето на Джонас Брадърс, Look Me in the Eyes Tour, започва на 31 януари 2008 г. в Тъксън, Аризона и завършва на 22 март същата година в Ийст Ръдърфорд, Ню Джързи.

### A Little Bit Longer(2008 – 2009)
Третият студиен албум на Джонас Брадърс, A Little Bit Longer, излиза на 12 август 2008 г. във формат CDVU+ (включва и някои екстри като картинки, текстове и пр.) както предишният. От iTunes обявяват на 24 август, че на всеки две седмици ще пускат по една от четири избрани песни от албума. При пускането им всяка държи първо място за поне три дни.
След завършването на турнето си Look Me In The Eyes, групата обявява, че ще свири като подгряващ изпълнител на турнето на Аврил Лавин Best Damn Tour заедно с Boys Like Girls, но само във втората част, проведена в Европа от май до късния юни 2008 г.
Докато се снимат в „Кемп Рок“, продукция на Disney Channel, тримата пишат и продуцират шест песни съвместно с близката си приятелка и звезда на Канал Дисни Деми Ловато за новия и албум Don't Forget. По отношение сътрудничеството си с момчетата, Деми казва:
| „           | Аз обикновено пиша песни, които са малко по-емоционални и не толкова лесни за запомняне и привлекателни и ми трябваше помощ в писането на по-леки. Тук се включиха те (Братята). Влагам много от музикалната енергия и текстове в тези песни, а те просто ми помогнаха със закачките и подобни неща. Аз съм по-скоро писател, чиито неща не се вписват в албум на Дисни. Твърде мрачни са… | “ |
| Деми Ловато | |   |

Албумът излиза на 23 септември 2008 г.
Саундтракът на „Кемп Рок“ е издаден на 17 юни 2008 г. и достига трета позиция в класацията Billboard 200 със 188 000 продадени копия през първата седмица.
През лятото на 2008 г. Джонас Брадърс започват третото си по-мащабно турне – Burnin' Up Tour. То започва на 4 юли 2008 г. в Торонто, Онтарио, провеждайки се изцяло в Северна Америка и на него са представени песни от новия си албум и от саундтрака на Кемп Рок. На 13 и 14 юли екип на Дисни снима братята заедно с Тейлър Суифт за 3D продукция. На 14 юли Ник обявява, че вече има пет написани песни за четвъртия им албум. Посещават Рокендрол залата на славата в Кливланд, Охайо преди концерта си на 22 август, за който всички билети са изкупени и там представят костюмите, които са носели за обложката на албума си A Little Bit Longer на Джим Хенк, вицепрезидент на Рокендрол залата на славата. Костюмите са включени в изложбата Right Here, Right Now! (Точно тук, Точно сега!).
Групата е включена в юлския брой на списание „Ролинг Стоун“ през 2008 г. и стават най-младата група, била някога на корицата на това списание, а през декември 2008 г. получават номинация за „Най-добър нов изпълнител“ на 51-вата церемония по връчването на наградите „Грами“. През същата година братята си сътрудничат с Тимбаленд и Крис Браун. През февруари 2009 се появяват в Saturday Night Live (популярно предаване) и това е техният дебют там.

### Lines, Vines and Trying Times(2009)
Четвъртият албум на групата, Lines, Vines and Trying Times, е пуснат на 16 юни 2009 г. За него говорят от началото на 2009, а казват, че са работили над песните още от турнето си Burnin' Up, в средата на 2008 г.
За албума съветват на феновете си да очакват повече закачливи песни като новата „Poison Ivy“, в която се разказва за заразно момиче, на което не можеш да устоиш. Ник казва: „Опитваме се да се учим възможно най-много с растежа си. Песните в албума са като отражение на онова, през което сме минали, и на преживяванията, от които черпим вдъхновение. Опитахме се да използваме метафори, за да замаскираме буквалния смисъл на някои неща.“, а думите на Кевин са: „Цялостното съобщение е, че сме си все същите Джонас Брадърс, но добавяме повече музика, нови музикални инструменти, които да допълнят и доизградят онези, които вече ползваме.“.
На 11 март тримата обявяват, че смятат да започнат световно турне в средата на 2009 г. Популярната корейска момичешка група Уондър Гърлс се присъединява към тях като подгряващ изпълнител и по този начин прави дебютът си в Америка.
Lines, Vines and Trying Times става вторият хитов албум на групата. Отначало заема първа позиция в класациите, но после е изместен на второ място от The E.N.D. на Блек Айд Пийс. На 7 юли 2009 г. братята обявяват, че групата Онър Сосайети са подписали с лейбъла, който те разработват заедно с Холивуд. Месец по-късно излиза сингълът „Send It On“ по Радио Дисни. Той е изпълнен от Джонас Брадърс в съвместен проект с Майли Сайръс, Деми Ловато и Селена Гомес за Disney's Friends for Change. Премиерата на видеоклипа за песента е на 14 август. На 9 август братята участват в наградите Teen Choice Awards с няколко номинации.

### Странични проекти, Кемп Рок 2,Vи разделяне на групата (2010 – 2013)
През 2010 г. Джо (без Ник и Кевин) гостува като в жури в American Idol. По-късно през годината групата изпълнява кавър на песен на Бийтълс на прием на Барак Обама в Белия дом по случай награждаването на Пол Маккартни с наградата „Гершуин“. Кемп Рок 2: Последният концерт, продължението на „Кемп Рок“, в което участват, е сниман в Онтарио, Канада от 3 септември до 16 октомври 2009 г. Дългоочакваната мупремиера в САЩ се състои по Disney Channel на 3 септември 2010 г.
Същата година Ник работи заедно с бивши членове на The New Power Generation върху Nick Jonas & The Administration – група, създадена като изцяло страничен негов проект. Участват в We Are The World: 25 For Haiti с други изпълнители. Записаната песента дебютира по Disney Channel на 26 февруари 2010 г.
На 7 август 2010 г. започва световното турне на Джонас Брадърс, Jonas Brothers Live in Concert World Tour 2010, което се провежда на четири континента и включва екипа на „Кемп Рок 2: Последния концерт“. На него те изпълняват песни от собствените си албуми, от саундтрака на филма и от саундтрака на Jonas L.A., а Деми Ловато участва и с песни от своя най-нов албум, Here We Go Again.
Към 2011 г. Джо развива самостоятелната си кариера. На 13 юни той издава първия си соло сингъл, See No More , който е номиниран в категорията „Песен за раздяла“ (Break-up Song) на наградите Teen Choice Awards. Във видео чат на живо на 30 юни, Ник говори за самостоятелните изпълнения на Джо и казва:
| „          | Засега се съсредоточаваме върху Джо и неговия самостоятелен албум. (...) Колкото до плановете ни за Jonas Brothers, ще мине известно време, но сме ентусиазирани да се върнем в студиото и да запишем нови песни... | “ |
| Ник Джонас | |   |

Пълният самостоятелен албум на Джо е издаден на 11 октомври под името Fast Life.
На 6 март 2012 г., по времето когато Джо е на турне за дебютния си соло албум, а Ник започва участието си в How To Succeed In Business Without Really Trying, Джонас Брадърс пускат отбелязано с „#JonasBrothers2012“ видео в Туитър, в което тримата са в домашното си звукозаписно студио. С това видео за пръв път започва обсъждането на завръщането на групата.
На 1 май 2012 г. групата обявява отделянето си от лейбъла Hollywood Records, с който работят от февруари 2007 г. и който издава три от албумите им. От звукозаписната компания коментират, че раздялата е приятелска и че след „невероятно успешната“ им съвместна работа „пожелават на Ник, Джо и Кевин всичко най-добро в бъдещите им дела“. Вследствие на раздялата Jonas Records става нефункциониращ лейбъл. Петият студиен албум на братята, първият издаден не през Hollywood Records от 2006 г. насам и първият изобщо след Lines, Vines and Trying Times (2009 г.), ще излезе през 2013 г. На 17 август в предаването си На живо с Райън Сийкрест Райън Сийкрест обявява първия концерт, в който братята Джонас се събират като група, след дългото им отсъствие от Кемп Рок 2: Последният концерт и Jonas L.A. насам. По-късно, през септември, от групата обявяват още няколко концерта: два в Русия, проведени в Санкт Петербург и Москва на, съответно, 6 ноември и 8 ноември, както и два във Филипините и един в Малайзия. След съобщението, че издаването на нов сингъл предстои в най-скоро време, на 3 октомври в епизод на предаването Женена за Джонас е пуснат кратък запис от песента „Meet You In Paris“.
Първият концерт, с който Джонас Брадърс се завръщат на музикалната сцена, обявен през август, се провежда на 11 октомври в Radio City Music Hall, Ню Йорк Сити. На него групата изпълнява песни от предишните си албуми, както и две, които ще бъдат включени в новия им албум – „Let's Go“ и „Wedding Bells“. „Wedding Bells“ (б.пр. Сватбени камбани) съдържа преки препратки към бившата приятелка на Ник, Майли Сайръс, която сега е сгодена за приятеля си, Лиам Хемсуърт. В частта от текста на песента „Cause if you recall our anniversary falls 11 nights into June“ (б.пр. „Защото ако си спомняш годишнината ни се пада на единадесетата нощ от юни“) се споменава датата 11 юни, която в биографията на Майли „Miles to Go“ е упомената като годишнината и с Ник, назован там само като „Чаровния принц“. Майли коментира, че според нея е доста безочливо от страна на групата да направят песента за нея, но не възразява, че е спомената.
Още концерти са обявени по-късно, през ноември. Те се състоят на 27, 28 и 29 ноември в Лос Анджелис. На 1 декември Джонас Брадърс пеят на ежегодния Джингъл Бал. Вече са обявени множество дати за концерти в Южна Америка през февруари и март 2013 г., за които се очаква да са част от световното им турне 2012/2013, първото такова след Jonas Brothers Live in Concert World Tour 2010. Една от тях е появата на братята на Международния фестивал на песента „Виня дел Мар“ в Чили на 28 февруари.
Водещият сингъл от албума, „Pom Poms“, излиза на 2 април 2013 г. Видеото към него е снимано през февруари същата година в Ню Орлиънс, щата Луизиана и е пуснато за пръв път по телевизия E! в деня на премиерата на сингъла. Вторият сингъл се казва „First Time“ и е издаден на 25 юни.
На 9 октомври 2013 г. Джонас Брадърс отменят дългоочакваното си световно турне заради „дълбок разрив в групата“ поради „творчески различия“. След отменянето на турнето Туитър страницата на групата е закрита, а личните акаунти на братята престават да бъдат обновявани. На 29 октомври братята официално обявяват разделянето на групата, както и отменянето на V.

### Завръщане иHappiness Beginsи (2019–настояще)
На 28 февруари 2019 г. Джонас Брадърс обявяват завръщането си чрез социалните мрежи, а на 1 март излиза новия сингъл „Sucker“.

## Участия във филми и телевизионни предавания

### Ранни години
Актьорския дебют на братята е участието им като гости в епизод на популярния сериал на Disney Channel Хана Монтана. Скоро след като работят с Майли Сайръс (в ролята на Хана Монтана), те се появяват в нейния 3D концертен филм „Hannah Montana & Miley Cyrus: Best of Both Worlds Concert“ (Хана Монтана и Майли Сайръс: Най-доброто от двата свята) като откриваща група.
Докато са на турнето си Look Me In The Eyes Tour, тримата снимат поредицата от късометражни филми/епизоди Джонас Брадърс: Изживей мечтата, разказващи за живота и ежедневието им по време на турнето. Поредицата включва клипове на братята, почиващи, учещи, пазаруващи заедно със семейството и приятелите си и прочее.
Братята участват в специално шоу на Disney Channel, наречено Studio DC: Almost Live. Предаването е половинчасово и включва Мъпетите като звезди на Канал Дисни. По същото време се появяват и на Игрите на Disney Channel за третото им ежегодно провеждане.

### Кемп Рок и Jonas L.A. (2008 – 2010)
Филмовия си дебют Джонас Брадърс правят в „Кемп Рок“, където изпълняват ролята на група с името „Кънект Три“. Джо играе в главната мъжка роля, като Шейн Грей, Ник е китаристът Нейт, а Кевин – китаристът Джейсън. Филмът е пуснат на 20 юни 2008 г. по Disney Channel в САЩ. Друга филмова изява на братята е в „Нощ в музея 2“, където озвучават херувимите.
През април 2009 г. тримата приключват със снимките на първия сезон на сериала Джонас, като пълното заглавие (със съкращение JONAS) е „Junior Operative Networking as Spies“. Оригиналната идея е за трима братя, които имат своя рок група и междувременно работят като шпиони за правителството, но по-късно сценарият е променен и сега става дума за трима братя, които трябва да се справят с двойствения живот на рок звезди и обикновени момчета. Сериалът е пуснат за пръв път на 2 май 2009 г., а във втория си сезон е преименуван на Jonas L.A..
След големия успех на Кемп Рок продължението следва. Джонас Брадърс се завръщат в „Кемп Рок 2: Последният концерт“ като групата „Кънект Три“, като по-малкият им брат, Франки Джонас, също получава роля. Премиера се състои на 3 септември 2010 г. по Disney Channel в САЩ.
Кратките документални епизоди „Джонас Брадърс: Изживей мечтата“ са продължени във втори сезон, който е излъчен за пръв път на 21 март 2010 г.

### Самостоятелни изяви (2010–настояще)
Докато Джо развива самостоятелната си музикална кариера, Ник се появява в няколко различни продукции. Той се завръща в мюзикъла по Клетниците, този път като Мариус Понтмърси, през 2010 г. и така поставя началото на повторната си поява си на театралната сцена. През 2011 гостува в сериала Mr. Sunshine в ролята на Илай Уайт и това остава единствената му телевизионна поява за 2011 г. Продължава участията си в мюзикъли като от 5 до 7 август същата година взима участие в мюзикъла Hairspray като Линк Ларкин, а на 7 септември обявява чрез Twitter, че през 2012 г. (от 24 януари до 1 юли) ще участва в продукцията на Бродуей How To Succeed In Business Without Really Trying, поемайки главната ролята от актьора Дарън Крис.
През 2011 г. братята участват в рекламата „Visit California“ („Посетете Калифорния“), която цели да увеличи туристическите посещения на британци в щата Калифорния. Следващата година бележи началото на сериала „Женена за Джонас“, който предимно следва живота на Кевин и Даниел като женена двойка, но и наблюдава завръщането на Джонас Брадърс като група.

## Личен живот
Братята са всеизвестни с имиджа си на семейна група и всичките са евангелисти. Баща им е бивш пастор, а те са обучавани вкъщи от майка им. Тримата са от италиански, ирландски, немски и индианско-чероки произход.
Положили са клетва за въздържание от предбрачен секс, а като доказателство за волята си да я изпълнят носят специални сребърни пръстени – символ на непорочността, на левите си ръце. Пръстенът на Ник е изработен в Дисниленд, а на Кевин – от бижутерската къща „Тифани“. Започват да ги носят от момента, в който родителите им ги питат дали искат да го направят. Джо казва, че те са символ на „обещанието, което сме дали пред Бог и пред себе си“, а Ник: „Те са нещо като нашия начин да бъдем различни от останалите“. Братята се въздържат и от употреба алкохол, тютюн и други вредни вещества.
Докато води Наградите на MTV за видеоклип през 2008 г., Ръсел Бранд неколкократно се подиграва със символите на непорочността на братята. Бранд размахва сребърен пръстен и твърди, че зад кулисите е лишил един от братята от девствеността му. Той казва: „Браво, Джонас Брадърс. Всеки от вас носи пръстен, за да покаже, че няма да прави секс. Повече бих ви повярвал, ако носехте пръстените на гениталиите си.“ Шегите на британеца Бранд не са приети добре от американската публика и той се извинява още по време на шоуто.
Кевин, Джо и Ник са подигравани и в епизод на „Саут Парк“, наречен The Ring (бел. пр. „Пръстенът“). Освен това са споменати в песен на Джей Зи.

### Доходи и благотворителна дейност
През 2007 г. групата печели дванадесет милиона долара и десет процента от тях дарява на своята благотворителна фондация „Change for the Children Foundation“. Фондацията се занимава с финансиране на домове за сираци, детски болници и др. За нея братята казват:
| „ | Създадохме Фондацията в подкрепа на програми, които вдъхновяват и мотивират децата да посрещат нещастието с увереност, устрем и желание за успех. Смятаме, че най-добрите хора, които могат да помогнат на децата, са техните връстницидеца помагат на други деца, които имат малко по-малко късмет. | “ |

На тринадесет години Ник е диагностициран с диабет. От 6 август 2008 г. Bayer Diabetes Care си партнира с него и той става техен посланик и разпространител на идеята младите хора да се справят сами с диабета си. Освен това се занимава с набирането на средства за финансирането на проучвания за заболяването в Сената на САЩ.
Братята са активни поддръжници на кампаниите на уебсайта DoSomething.org. През 2007 г. тримата се снимат в кампания за привличане на вниманието на обществеността към бездомни подрастващи и насърчаването на организирани събития за дарения на панталони. Три години по-късно Ник отново участва в кампанията за дарение на панталони, като предлага да прекара време с онези, които дарят дрехи на бездомните. Освен това се снима в друго видео към уебсайта Battle of the Bands, този път за развиване музикалното образование в училищата.

## Дискография

### Студийни албуми
- It's About Time (2006)
- Jonas Brothers (2007)
- A Little Bit Longer (2008)
- Lines, Vines and Trying Times (2009)
- Happiness Begins (2019)

### Live албуми
- Live: Walmart Soundcheck (2009)
- LiVe (2013)

### ЕЗ албуми
- Be Mine (2009)
- iTunes Live from SoHo (2009)

### Саундтрак албуми
- Camp Rock (2008)
- Music from the 3D Concert Experience (2009)
- Jonas L.A. (2010)
- Camp Rock 2: The Final Jam (2010)

## Филмография
| Година | Име                             | Джо        | Ник       | Кевин       | Забележки                                                                                  |
| ------ | ------------------------------- | ---------- | --------- | ----------- | ------------------------------------------------------------------------------------------ |
| 2007   | Хана Монтана                    | Себе си    | Себе си   | Себе си     | Епизод: Аз и Г-н Джонас и Г-н Джонас и Г-н Джонас                                          |
| 2008   | Джонас Брадърс: Изживей мечтата | Себе си    | Себе си   | Себе си     | Главни роли                                                                                |
| 2008   | Кемп Рок                        | Шейн Грей  | Нейт      | Джейсън     | Оригинален филм на Канал Дисни                                                             |
| 2008   | Extreme Makeover: Home Edition  | Себе си    | Себе си   | Себе си     | „Семейство Ейкърс“ (Сезон 6, епизод 2)                                                     |
| 2009   | Джонас Брадърс: 3D концертът    | Себе си    | Себе си   | Себе си     | Главни роли                                                                                |
| 2009   | Jonas L.A.                      | Джо Лукас  | Ник Лукас | Кевин Лукас | Главни роли                                                                                |
| 2009   | Нощ в музея 2                   | Херувим    | Херувим   | Херувим     | 20th Century Fox                                                                           |
| 2010   | Кемп Рок 2: Последният концерт  | Шейн Грей  | Нейт      | Джейсън     | Оригинален филм на Канал Дисни                                                             |
| 2010   | Minute to Win It                | Не участва | Себе си   | Себе си     | Епизода от 12 май 2010; Кевин печели 250 000$ като награда за благотворителната си дейност |
| 2010   | I Get That a Lot                | Не участва | Себе си   | Не участва  | Ник участва в третия епизод, който е излъчен на 19 май                                     |
| 2010   | Extreme Makeover: Home Edition  | Себе си    | Себе си   | Себе си     | „Семейство Хийткок“ (Сезон 7, епизод 17)                                                   |
| 2011   | Джонас Брадърс: Пътят           | Себе си    | Себе си   | Себе си     | Неофициален документален филм                                                              |
| 2012   | Женена за Джонас                | Себе си    | Себе си   | Себе си     | Документален сериал                                                                        |

## Турнета
- Jonas Brothers Fall 2005 Promo Tour (2005)
- Jonas Brothers American Club Tour (2006)
- Marvelous Party Tour (2007)
- When You Look Me in the Eyes Tour (2008)
- Burnin' Up Tour (2008 – 2009)
- Jonas Brothers World Tour 2009 (2009)
- Jonas Brothers World Tour 2010 (2010)
- Jonas Brothers World Tour 2012/2013 (2012 – 2013)
- Jonas Brothers Live Tour (2013)
- Happiness Begins Tour (2019 – 2020)

## Награди и номинации